# Linia kolejowa nr 810
Linia kolejowa nr 810 – pierwszorzędna, jednotorowa, zelektryfikowana linia kolejowa o znaczeniu państwowym, łącząca stację Zduńska Wola z posterunkiem odgałęźnym Dionizów.
Linia w całości została ujęta w kompleksową i bazową towarową sieć transportową TEN-T.
Linia stanowi łącznicę między linią kolejową Łódź Kaliska – Tuplice a linią kolejową Chorzów Batory – Tczew i umożliwia przejazd pociągów z kierunku Inowrocławia w stronę Sieradza i Kalisza.